# Foot-Ball Club Juventus 1921-1922
Questa voce raccoglie le informazioni riguardanti il Foot-Ball Club Juventus nelle competizioni ufficiali della stagione 1921-1922.

## Stagione
Con il Presidente Gino Olivetti, nella stagione 1921-1922 i bianconeri si iscrissero al campionato della Confederazione Calcistica Italiana (C.C.I., avente sede a Milano), un gruppo di club dissidenti della Federazione Italiana Giuoco Calcio.
La scissione fu il risultato delle proteste di alcune squadre che mal digerivano l'eccessivo affollamento dei tornei (al campionato precedente, dove la Juventus si era classificata al quarto posto del gruppo A del girone piemontese.
La squadra bianconera chiuse la stagione al sesto posto del girone A della Lega Nord.

## Divise
| Casa | Portiere |

## Rosa
| N. |                   | Ruolo | Calciatore                   |
| -- | ----------------- | ----- | ---------------------------- |
|    | Italia (bandiera) | P     | Emilio Barucco               |
|    | Italia (bandiera) | P     | Gianpiero Combi              |
|    | Italia (bandiera) | D     | Antonio Bruna                |
|    | Italia (bandiera) | D     | Filippo Castoldi             |
|    | Italia (bandiera) | D     | Tommaso Fazio                |
|    | Italia (bandiera) | D     | A. Frangia                   |
|    | Italia (bandiera) | D     | Osvaldo Novo                 |
|    | Italia (bandiera) | C     | Giovanni Barale (II)         |
|    | Italia (bandiera) | C     | Renato Beccuti               |
|    | Italia (bandiera) | C     | Carlo Bigatto (I) (capitano) |
|    | Italia (bandiera) | C     | Francesco Blando             |
|    | Italia (bandiera) | C     | Guido Debernardi (II)        |
|    | Italia (bandiera) | C     | Piero Dusio                  |
|    | Italia (bandiera) | C     | Giuseppe Grabbi              |

| N. |                   | Ruolo | Calciatore         |
| -- | ----------------- | ----- | ------------------ |
|    | Italia (bandiera) | C     | Guido Marchi (II)  |
|    | Italia (bandiera) | C     | Silvio Perotti     |
|    | Italia (bandiera) | C     | Giovanni Masera    |
|    | Italia (bandiera) | C     | L. Perazzi         |
|    | Italia (bandiera) | C     | Bruno Sesia        |
|    | Italia (bandiera) | C     | Achille Steffanone |
|    | Italia (bandiera) | A     | Alvaro Cappelli    |
|    | Italia (bandiera) | A     | A. Feroldi         |
|    | Italia (bandiera) | A     | Pio Ferraris       |
|    | Italia (bandiera) | A     | Luigi Ferrero      |
|    | Italia (bandiera) | A     | Gaetano Gallo      |
|    | Italia (bandiera) | A     | Piero Gilli        |
|    | Italia (bandiera) | A     | Giuseppe Giriodi   |
|    | Italia (bandiera) | A     | Cesare Sereno      |

## Risultati

### Prima Divisione

#### Girone eliminatorio
| Arbitro: | Venegoni (Legnano) |

|           |           |                         |
| Bottacini | Marcatori | Grabbi 75’ (rig.) Dusio |

| Arbitro: | Mombelli (Casale Monferrato) |

|                         |           |  |
| Ferraris 37’ Barale 74’ | Marcatori |  |

| Arbitro: | Dani (Genova) |

|                 |           |                          |
| Santagostino 3’ | Marcatori | 1’, 79’ Gallo 20’ Marchi |

| Arbitro: | Brunetti (Torino) |

|            |           |                             |
| Marchi 76’ | Marcatori | 83’ Dagradi 86’ Pasqualetto |

| Arbitro: | Panzeri (Milano) |

|                         |           |                                |
| Ferraris 37’ Sereno 53’ | Marcatori | 51’ Rebecchi 85’ Gin. Rossetti |

| Arbitro: | Mombelli (Casale Monferrato) |

|             |           |           |
| Alberti 52’ | Marcatori | 24’ Gallo |

| Arbitro: | Rangone (Alessandria) |

|  |           |             |
|  | Marcatori | 58’ Fornaro |

| Arbitro: | Brunetti (Torino) |

|               |           |              |
| Ardissone 88’ | Marcatori | 69’ Ferraris |

| Arbitro: | U. Gama (Milano) |

|                |           |                        |
| Steffanone 55’ | Marcatori | 67’ (rig.) E. Barbieri |

| Arbitro: | Canepa (Savona) |

|                              |           |                  |
| Grabbi 35’ Ferraris 72’, 85’ | Marcatori | 17’ G. Innocenti |

| Arbitro: | Fries (Milano) |

|             |           |            |
| Zanotto 54’ | Marcatori | 41’ Grabbi |

| Arbitro: | Sanguineti (Genova) |

|                        |           |  |
| Giriodi 46’ Grabbi 61’ | Marcatori |  |

| Arbitro: | Crivelli (Milano) |

|                                                                        |           |                         |
| Roncagliolo 20’ Gavoglio 36’, 40’ Cornazzani 65’, 90’ A. Dellacasa 68’ | Marcatori | 49’ Ferraris 80’ Barale |

| Torino 9 aprile 1922, ore 15:45 CET 14ª giornata | Juventus       | 0 – 0 referto | Milan | Stadio di Corso Sebastopoli\| Arbitro: \| Vagge (Genova) \| |
| Arbitro:                                         | Vagge (Genova) |               |       |                                                             |

| Arbitro: | Canestrini (Novara) |

|                   |           |  |
| Veronesi 80’, 87’ | Marcatori |  |

| Arbitro: | Majani (Torino) |

|                   |           |              |
| Gin. Rossetti 83’ | Marcatori | 42’ Ferraris |

| Arbitro: | Venegoni (Legnano) |

|        |           |                 |
| Sereno | Marcatori | 60’ Della Valle |

| Arbitro: | Rangone (Alessandria) |

|                                       |           |                |
| Meneghetti 5’ (rig.) Santagostino 10’ | Marcatori | 38’ Steffanone |

| Arbitro: | Panzeri (Milano) |

|           |           |                                                                        |
| Sereno 5’ | Marcatori | 53’ Parodi 65’, 73’ G. Gay 68’ A. Rampini 80’ Ceria 81’, 87’ Ardissone |

| Arbitro: | Crivelli (Milano) |

|  |           |        |
|  | Marcatori | Marchi |

| Livorno 19 marzo 1922 21ª giornata | Livorno       | 0 – 0 referto | Juventus | Campo di Villa Chayes\| Arbitro: \| Dani (Genova) \| |
| Arbitro:                           | Dani (Genova) |               |          |                                                      |

| Arbitro: | Faini (Genova) |

|             |           |  |
| Beccuti 18’ | Marcatori |  |

## Statistiche

### Statistiche dei giocatori
| Giocatore      | Campionato | Campionato |
| Giocatore      | Presenze   | Reti       |
| -------------- | ---------- | ---------- |
| G. Barale (II) | 20         | 2          |
| E. Barucco     | 13         | 0          |
| R. Beccuti     | 6          | 1          |
| C. Bigatto (I) | 18         | 0          |
| F. Blando      | 1          | 0          |
| A. Bruna       | 17         | 1          |
| A. Cappelli    | 1          | 1          |
| F. Castoldi    | 1          | 0          |
| G. Combi       | 10         | 0          |
| G. Debernardi  | 2          | 0          |
| P. Dusio       | 2          | 0          |
| T. Fazio       | 3          | 0          |
| A. Feroldi     | 1          | 0          |
| P. Ferraris    | 22         | 10         |
| L. Ferrero     | 1          | 0          |
| A. Frangia     | 1          | 0          |
| G. Gallo       | 10         | 3          |
| P. Gilli       | 17         | 0          |
| G. Giriodi     | 7          | 2          |
| G. Grabbi      | 18         | 4          |
| G. Marchi (II) | 15         | 2          |
| G. Masera      | 4          | 0          |
| O. Novo        | 22         | 0          |
| B. Perazzi     | 4          | 0          |
| C. Sereno      | 15         | 1          |
| B. Sesia       | 9          | 0          |
| A. Steffanone  | 3          | 1          |